# Aaron Smith
Aaron Luke Smith (Feilding, Manawatu-Wanganui, el 21 de novembre de 1988) és un jugador neozelandès de rugbi, que juga pels All Blacks a nivell internacional, per Highlanders en el Super Rugby, i per Manawatu en la ITM Cup.
La seva posició és la de mitjà melé. Smith va jugar pels Māori All Blacks en 2010, i va ser seleccionat per primera vegada pels All Blacks en 2012.

## Carrera

### Rugbi provincial
Smith va debutar per Manawatu en la Air New Zealand Cup de 2008 als 19 anys, aconseguint diverses aparicions com a substitut per als Turbos. Això va incloure la històrica victòria 25–24 sobre Canterbury en la primera ronda i l'empat 38–38 amb Waikato en la segona ronda. Smith i el seu company també debutant, Aaron Cruden en ambdues ocasions.
Per la Air New Zealand Cup de 2009, Smith es va establir com a obertura titular de Manawatu, començant els 13 partits al llarg de la temporada i anotant el seu primer assaig. Va seguir en la ITM Cup de 2010, i es va establir com un dels més destacats obertures en la competició, la qual cosa li va valer un contracte en el Super Rugby.
En la ITM Cup de 2011, Smith va seguir millorant i va tenir una reeixida temporada, anotant cinc assajos i ajudant així a un equip Manawatu millorat, que va aconseguir guanyar la final del campionat.

### Super Rugby
Smith va ser inclòs en el grup d'entrenament dels Blues per a la temporada de Super Rugbi 2014, però no va intervenir en cap partit d'aquest equip amb seu a Auckland.
Per a la temporada de Super Rugbi 2011, Smith va signar amb els Highlanders de la Universitat d'Otago, entrenats per Jamie Joseph, qui prèviament havia estat el seu entrenador amb els Maoríes de Nova Zelanda. Smith va tenir una reeixida primera temporada, intervenint en 12 partits, en 3 d'ells sortint com a titular.

### Internacional
A causa de les seves bones actuacions amb Manawatu, Smith, d'ascendència Ngātu Kahungunu, fou seleccionat per jugar amb els Maoríes de Nova Zelanda per a les sèries del Centenari de 2010. Va sortir com a substitut contra els New Zealand Barbarians després que Chris Smylie es fracturés el pòmul, i va començar com a titular en les victòries de l'equip contra Irlanda i Anglaterra.
Després d'una reeixida temporada amb els Highlanders en la temporada de Super Rugbi 2012, Smith va debutar amb els All Blacks el 9 de juny de 2012, contra Irlanda en els tests de juny. A a la temporada de 2013, Smith s'havia convertit en el mitja melé titular de l'equip nacional.
El 2015, després d'una gran temporada aconsegueix el títiol de campió del Super Rugby amb els Highlanders.
Seleccionat per a la Copa Mundial de Rugbi de 2015 va participar en el primer partit, contra Argentina, anotant un assaig que va donar la volta al marcador en el minut 56, posant-ho en 16-17 i que finalment va suposar la victòria de Nova Zelanda per 26-16.
Va formar part de l'equip que va guanyar la final davant Austràlia per 34-17, entrant en la història del rugbi en ser la primera selecció que guanya el títol de campió en dues edicions consecutives.

### Palmarès i distincions notables
- Super Rugby: 2015
- Rugby Championship: 2012, 2013 i 2014
- Copa del Món de Rugbi de 2015